# Les Aventures d'Oliver Twist
Pour plus de détails, voir Fiche technique et Distribution.
Les Aventures d'Oliver Twist (Las aventuras de Oliver Twist) est un film d'animation mexicain réalisé en 1987 par Fernando Ruiz d'après l'œuvre de Charles Dickens Oliver Twist.

## Fiche technique
- Titre : Les Aventures d'Oliver Twist
- Titre original : Las aventuras de Oliver Twist
- Réalisation : Fernando Ruiz
- Scénario : Fernando Ruiz d'après le roman Oliver Twist de Charles Dickens
- Musique : Plácido Domingo Jr.
- Photographie : Fernando Franco, Hugo Mercado, Jorge Mercado et Víctor Peña
- Montage : Leandro de Gante
- Production : Miguel Ángel Casillas et Elias Fernández
- Société de production :
- Pays :  Mexique et  États-Unis
- Genre : Animation et aventure
- Durée : 91 minutes
- Dates de sortie : 
  -  Mexique : 1987

## Distribution

### Voix originales
- Rocio Garcel – Oliver
- Lilia Sixtos – Nancy
- Juan A. Edwards - Truhar
- Yamil Atala – Sweble
- Rocio Prado – Villosités Kent et Susana
- Patricia Acevedo – Michele et Rosa
- Eduardo Liñan – Bill Sikes
- Juan Domingo – Fagin et Bourdons
- Alvaro Tarcicio – Tuck
- Narciso Busquets – Brownlow
- Velia Vegar – Bedwin
- Jorge Roig – Mortimer
- Esteban Siller – Lesborne
- Carmen Donadio – Mme Mann
- Liza Willert – Sally et Dama
- Emilio Querrero – Limbkins
- Armando Rendis – Rossi
- Monica Elizabeth – Polly
- Ana Maria Gris – Mère d'Oliver
- Carlos Segunto – Serveur
- Eduardo Borja – Cavalier
- Fernando Ruiz – Cuisinier
- Arturo Casanova – Policier
- J. Manuel Rosano - Narrateur

### Voix françaises
- Thierry Bourdon : Oliver Twist
- Lucie Dolène : Mme Mann et la mère d'Oliver
- Brigitte Lecordier : Swiffer
- Luq Hamet : Renard et enfants
- Jane Val : Nancy, Suzanne et Mme Bedwin
- Henri Poirier : M. Brownlow
- Hélène Otternaud : Rose Maylie
- Jean-Michel Farcy : M. Bumble
- Françoise Fleury : Sally, l'infirmière et la femme volée
- Michel Fortin : Bill Sikes
- Albert Médina : Le docteur et Fagin
- Patrice Keller : M. Gil et l'homme accusé de vol
- Olivier Korol : Un garnement de l'hospice et divers enfants
- Bernard Soufflet : Enfants
- Henry Djanik : Policier et cuisinier
- Jean Michaud : Membre du conseil
- Michel Vocoret : Membre du conseil
- Bernard Tiphaine : Narrateur

Source : Planète Jeunesse